# They Shoot Horses, Don't They? (film)
They Shoot Horses, Don't They? is een Amerikaanse dramafilm uit 1969 onder regie van Sydney Pollack. Het scenario is gebaseerd op de gelijknamige roman uit 1935 van de Amerikaanse auteur Horace McCoy. De film inspireerde verschillende muzikanten en theatermakers.

## Verhaal
Tijdens de Grote Depressie wordt er een dansmarathon gehouden op de Santa Monica Pier. De wanhopige deelnemers willen die marathon koste wat kost winnen en bovendien de aandacht trekken van de ceremoniemeester, die op zoek is naar jong talent voor de filmindustrie. De competitie is bikkelhard en er vallen zelfs doden.

## Rolverdeling
| Acteur           | Personage       |
| ---------------- | --------------- |
| Jane Fonda       | Gloria Beatty   |
| Michael Sarrazin | Robert Syverton |
| Susannah York    | Alice           |
| Gig Young        | Rocky           |
| Red Buttons      | Sailor          |
| Bonnie Bedelia   | Ruby            |
| Michael Conrad   | Rollo           |
| Bruce Dern       | James           |
| Al Lewis         | Turkey          |

## Inspiratie in de muziekwereld
Er heeft enige tijd een Canadese band bestaan met de naam 'They Shoot Horses, Don't They?' Ook had de Britse band Racing Cars in 1977 een hit met het gelijknamige nummer, dat was geïnspireerd door de film.

## Inspiratie in de theaterwereld
In Nederland ging in 2017 de theatervoorstelling Carroussel van de Groningse toneelgroep Noord Nederlands Toneel in première. Dit stuk is eveneens geïnspireerd door zowel de film als het boek.